# کیونیو

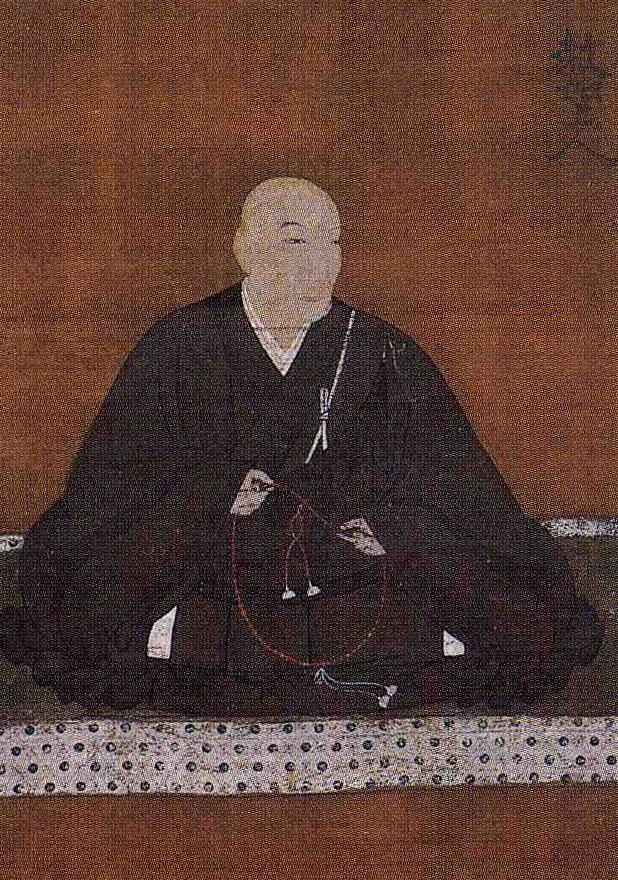
کیونیو

کیونیو (به ژاپنی: 教如 きょうにょ)، (۱۶۱۴–۱۵۵۸) دوازدهمین رهبر هیگاشی‌هونگان-جی و یک راهب جودو شینشو (شین بودیسم) در ژاپن، در دوره آزوچی-مومویاما و اوایل دوره ادو بود. او پسر ارشد راهب بودایی کوسا بود.